# 佐藤謙吉
佐藤 謙吉（さとう けんきち、1897年〈明治30年〉4月 - 1967年〈昭和42年〉4月18日）は、昭和時代の政治家。弁護士。神奈川県小田原市長。

## 経歴
旧小田原藩士の佐藤常三郎の二男に生まれる。横浜法務局長を務めた兄の佐藤通定の影響で弁護士を志し、1924年（大正13年）独学で弁護士試験に合格した。小田原に法律事務所を立ち上げ、横浜弁護士会に属し同副会長などを歴任した。1937年（昭和12年）4月、小田原町会議員に当選し、以来当選を重ね小田原市会議長も務めた。この間、1939年（昭和14年）1月より裁判所調停委員となり、調停参調協議会小田原支部長を16年間に渡り務めた。
1946年（昭和21年）6月、小田原市長に選出され、翌年4月には初の公選市長となった。市長在任中は全国戦災都市協議会副会長や全国市長会理事を務め戦災復興に尽力したほか、自治体警察の設置、小学校給食の開始など戦後の教育制度の改革への対応、PTA会長として市内各校の増改築の実現、消防署の設置、小田原市営競輪や小田原港湾などの発案と実現などに尽力した。1948年（昭和23年）12月まで市長を務めた。
1950年（昭和25年）4月、人権擁護委員となり、小田原人権擁護委員協議会長、同県連合会長を歴任した。ほか、小田原市体育連盟会長、有信会会長、建設委員長などを務めた。戦後、中央政界を目指し国政選挙にも立候補しているが3度落選している。墓所は小田原市本町の徳常院。

## 親族
- 父 佐藤常三郎（小田原藩士）[1]
- 兄 佐藤通定（横浜法務局長）[1]